# Des mots qui sonnent
Des mots qui sonnent is een album van Céline Dion dat op de markt gekomen is in 1991. Het album werd verspreid door Sony Music. Het is in meerdere landen gekend als Dion chante Plamondon en bevat 12 nummers van Luc Plamondon in een interpretatie van Dion.

## Nummers
1. Des mots qui sonnent
2. Le monde est stone
3. J'ai besoin d'un chum
4. Le fils de Superman
5. Je danse dans ma tête
6. Le bleus du businesman
7. Piaf chanterait du rock
8. Un garçon pas comme les autres
9. Quelu'un que j'aime, quelqu'un qui m'aime
10. Les uns contre les autres
11. Oxygène
12. L'amour existe encore